# Desmidium quadratum
Desmidium quadratum là một loài Song tinh tảo trong họ Desmidiaceae, thuộc chi Desmidium.